# Окуни (Кировская область)
 Окуни  — деревня в Кирово-Чепецком районе Кировской области в составе Пасеговского сельского поселения.

## География
Расположена на расстоянии примерно 3 км по прямой на юго-запад от центра поселения села Пасегово.

## История
Упоминается с 1678 года как деревня Окуневская за Пасеговым с 3 дворами, в 1764 43 жителя. В 1873 году здесь (Жуковская или Окули) 14 дворов и 109 жителей, в 1905 (уже Окуневская) 19 и 133, в 1926 18 и 123, в 1950 28 и 135, в 1989 3 жителя. Настоящее название утвердилось с 1926 года.

## Население
Постоянное население составляло 0 человек в 2002 году, 3 в 2010.